# Neon Knights
Neon Knights è un brano del gruppo heavy metal britannico Black Sabbath, pubblicato per la prima volta nel Regno Unito a luglio del 1980 come singolo dell'album Heaven and Hell, il loro primo album con il cantante americano Ronnie James Dio.

## Il brano
Neon Knights è stato l'ultimo brano realizzato dal gruppo per l'album Heaven and Hell, scritto e registrato velocemente agli Studi Ferber di Parigi per completare il primo lato dell'album. Il testo è stato scritto da Dio, ma è l'unico brano di Heaven and Hell ad avere avuto un contributo dal bassista Geezer Butler. In questo caso Butler non partecipò al processo di scrittura dei pezzi, incerto se rimanere nel gruppo o meno.

## Tracce del singolo
Il singolo pubblicato per il mercato britannico contiene le seguenti tracce:
1. "Neon Knights" - 3:49
2. "Children of the Sea" (live) - 6:30[3]

## Formazione
- Ronnie James Dio - voce
- Tony Iommi - chitarra
- Geezer Butler - basso
- Bill Ward - batteria
- Geoff Nicholls - Tastiere

## Cover
I seguenti gruppi hanno registrato cover di “Neon Knights”:
- Gli Iron Savior sul loro album Unification del 1999.
- Gli Steel Prophet sul loro album Genesis del 2000.
- I polacchi Turbo sul loro album Awatar del 2001.
- Gli americani Westworld sul loro album Cyberdreams del 2002.
- I Queensrÿche sul loro album Take Cover del 2007.
- I finlandesi Sapattivuosi sul loro album Ihmisen merkki del 2009.
- I Warrior sul tribute album Neon Knights - A Tribute to Black Sabbath del 2010[4].

Inoltre, i Dio e gli ‘'RMISERY'’ suonavano a volte il brano durante i loro concerti.
Gli Anthrax hanno suonato il brano dal vivo come tribute a Ronnie James Dio, dopo la sua morte nel 2010. Inoltre, nel 2014 il gruppo ne ha registrato una versione per il tribute album Ronnie James Dio This Is Your Life.